# Přibenice

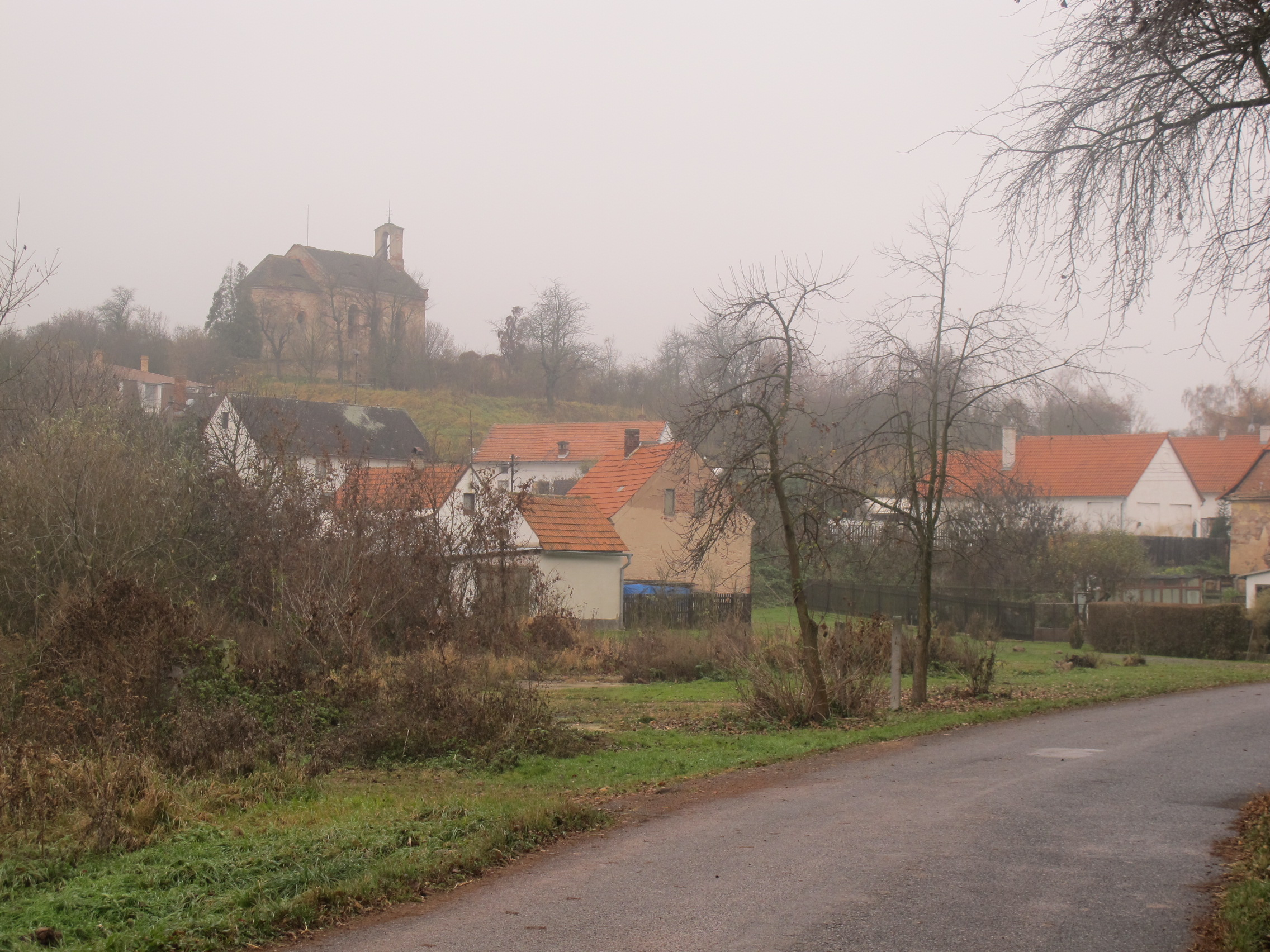
Ortsansicht

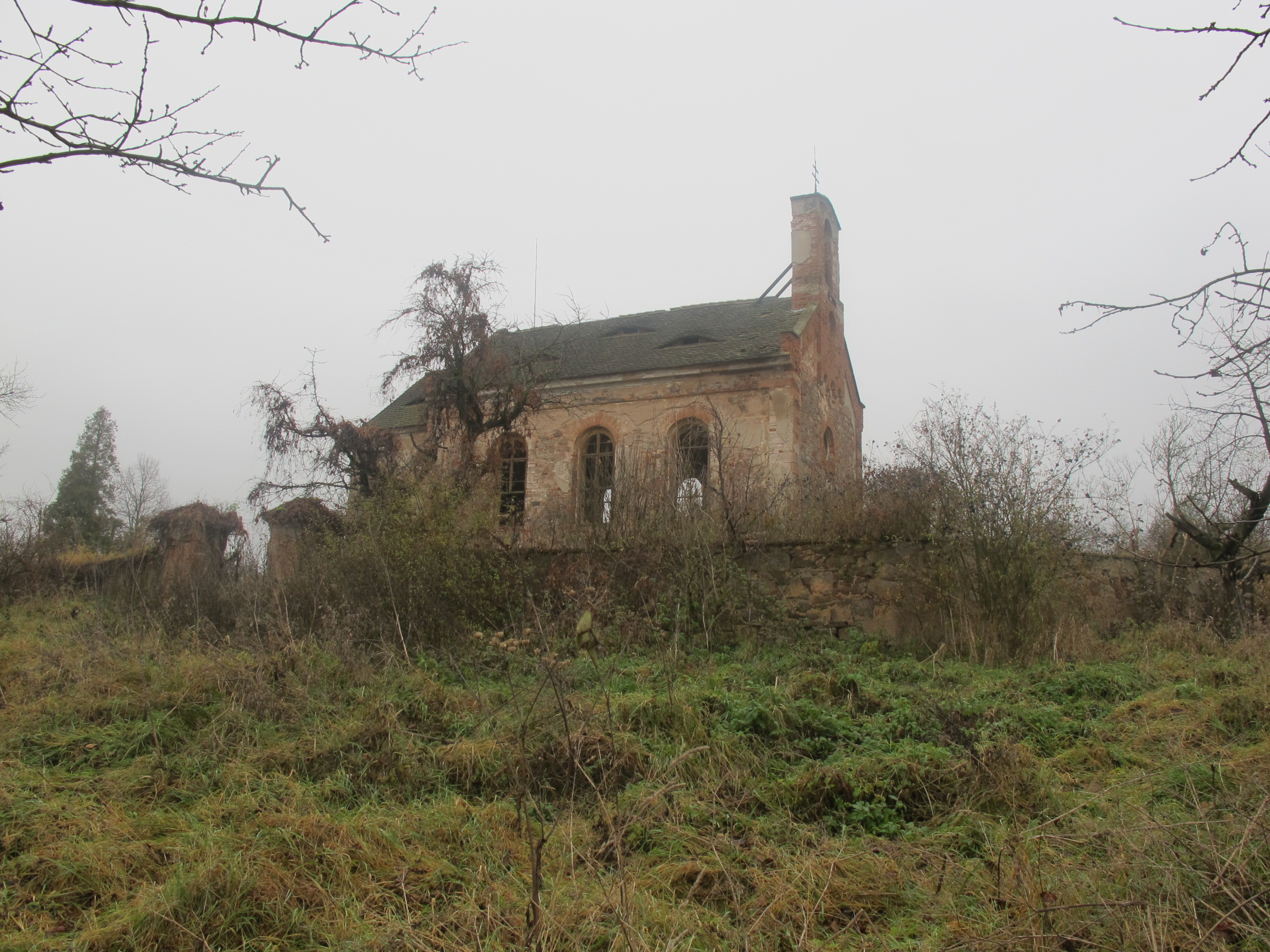
Kirche Mariä Himmelfahrt

Přibenice (deutsch Pribenz) ist ein Ortsteil der Gemeinde Lubenec (Lubenz) in Tschechien. Er liegt fünf Kilometer südlich von Vroutek (Rudig) und gehört zum Okres Louny.

## Geographie
Přibenice befindet sich im Tal des Baches Blšanka (Lubenzer Bach) in der Rakovnická pahorkatina (Rakonitzer Hügelland).  Nördlich erhebt sich der Kapucínský vrch (407 m n.m.), im Südosten die Veselka (Wesselem; 427 m n.m.), südlich der Mlýnský vrch (Mühlberg; 437 m n.m.) und der Kapucín (Kapuzinerberg; 469 m n.m.), im Südwesten der Jelení (Schafberg; 427 m n.m.) und westlich die Vysoká stráž (Hoher Strassberg; 415 m n.m.).  Über die Hügel südlich des Dorfes ziehen sich zwei leichte Befestigungslinien des Tschechoslowakischen Walls.
Nachbarorte sind Vidhostice (Widhostitz) und Vroutek im Norden, Kryry (Kriegern) und Mukoděly (Mokotil) im Nordosten, Černčice (Tschentschitz) und Petrohrad (Petersburg) im Osten, Stebno (Steben) und Krty (Gerten) im Südosten, Malměřice (Alberitz) im Süden, Ležky (Leschkau) und  Jelení (Hirschen) im Südwesten, Řepany (Rschepan) und Libyně (Libin) im Westen sowie Drahonice (Drahenz), Vesce (Wes) und Lužec (Lust) im Nordwesten.

## Geschichte
Die erste schriftliche Erwähnung von Przibenicz erfolgte im Jahre 1369. Seit 1384 ist eine Pfarrkirche nachweislich. Die Pfarrei erlosch vermutlich im Dreißigjährigen Krieg, ab 1654 war das Dorf nach Lubenz eingepfarrt.
Das Dorf gehörte ursprünglich zum Gut Leschkau, das zuletzt bis 1756 den Freiherren von Wallis gehörte und danach vom Saazer Kreishauptmann Wenzel Kager von Stampach erworben und mit der Familienfideikommissherrschaft Linz vereinigt wurde. Weitere Besitzer waren ab 1761 der General Karl Kager von Stampach und ab 1765 der spätere Prager Oberstburggraf und Gubernialpräsident Franz Wenzel Reichsgraf Kager von Stampach. Im Jahre 1785 wurde das Dorf der Pfarrei Widhostitz zugeordnet. 1787 bestand Pržibenz bzw. Pržibenicze  aus 22 Häusern. 1804 erbte Wenzel Reichsgraf Kager von Stampach und 1814 dessen Bruder Johann die Herrschaft. Nach dem Tode von Johann Reichsgraf Kager von Stampach wurde 1830 dessen Schwester Maria, verheiratete Pachta von Rayhofen zur Fideikommisserbin.
Im Jahre 1845 bestand das im Saazer Kreis gelegene Dorf Přibenz bzw. Přibenice aus 27 Häusern mit 145 deutschsprachigen Einwohnern, darunter drei jüdischen Familien. Im Ort gab es die Filialkirche Mariä Himmelfahrt, einen herrschaftlichen Meierhof und eine Mühle. Der Přibenzer Teich war trockengelegt und in Ackerland umgewandelt. Pfarrort war Widhostitz. Bis zur Mitte des 19. Jahrhunderts blieb Přibenz der Fideikommissherrschaft Linz untertänig.
Nach der Aufhebung der Patrimonialherrschaften bildete Przibenz / Přibenice ab 1850 eine Gemeinde im Gerichtsbezirk Podersam. Ab 1868 gehörte Przibenz zum Bezirk Podersam. Im Jahre 1869 bestand das Dorf aus 29 Häusern und hatte 163 Einwohner. Die alte baufällige Kirche mit der Familiengruft der Freiherren von Wallis wurde 1872 durch einen Neubau ersetzt. 1873 verkauften die Besitzer der Herrschaft Linz, Familie Baernreither, den Meierhof. Seit 1898 bildete Przibenz mit Mokotil eine Schulgemeinde. Im Jahre 1900 hatte Pschibenz 167 Einwohner, 1910 waren es 176. Haupterwerbsquellen bildeten der Anbau von Hopfen und Getreide, der Obstbau und die Viehzucht. Die Meierhofsfluren umfassten ca. 16 % den Gemeindegebietes.
Nach dem Ersten Weltkrieg zerfiel der Vielvölkerstaat Österreich-Ungarn, Przibenz wurde 1918 Teil der neu gebildeten Tschechoslowakischen Republik. Beim Zensus von 1921 lebten in 33 Häusern der Gemeinde Přibenz 166 Personen, darunter 156 Deutsche und sieben Tschechen. Zu Beginn der 1920er Jahre erhielt das Dorf eine tschechische Minderheitenschule. Der Meierhofsbesitzer Alfred Schuh ließ 1924 an seinem Hof eine Gedenktafel für Hans Kudlich mit Plakette anbringen. 1930 lebten in den 33 Häusern der Gemeinde 178 Personen. Nach dem Münchner Abkommen wurde Pribenz im Oktober 1938 dem Deutschen Reich zugeschlagen und gehörte bis 1945 zum Landkreis Podersam. 1939 hatte die Gemeinde 203 Einwohner. Nach dem Ende des Zweiten Weltkrieges kam Přibenice zur wiedererrichteten Tschechoslowakei zurück. Nach der Aussiedlung der meisten deutschen Bewohner wurde die Gemeinde mit Tschechen wiederbesiedelt. 1950 lebten in den 32 Häusern von Přibenice nur noch 92 Personen.
Bei der Gebietsreform von 1960 erfolgte die Aufhebung des Okres Podbořany, Přibenice wurde Teil des Okres Louny. Im selben Jahr erfolgte die Eingemeindung nach Ležky. 1981 wurde Přibenice nach Lubenec eingemeindet. Zum Ende des 20. Jahrhunderts sank die Einwohnerzahl deutlich. Beim Zensus von 1991 lebten in den 20 Häusern von Přibenice zwölf Personen.  2011 hatte das Dorf 17 Einwohner und bestand aus 14 Wohnhäusern.

## Ortsgliederung
Der Ortsteil Přibenice bildet einen Katastralbezirk.

## Sehenswürdigkeiten
- Neoromanische Kirche Mariä Himmelfahrt, auf einem erhöhten Platz südlich über dem Dorf. Sie wurde 1872 an Stelle einen baufälligen Vorgängerbaus errichtet. Von der in der alten Kirche befindlichen Familiengruft der Freiherren von Wallis waren zu Beginn des 20. Jahrhunderts noch einige – nun auf dem Friedhof der Verwitterung preisgegebene Grabtafeln – vorhanden, darunter die heute noch erhaltene mit dem freiherrlichen Wappen versehene der 24-jährigen Francisca Ludmilla Freiin von Wallis und Karichmain († 1700)[8], wahrscheinlich einer Tochter des Georg Ernst von Wallis. Die Kirche befindet sich in einem ruinösen Zustand und wird von einem verwilderten Friedhof umgeben. Das Bauwerk hat keinen Denkmalschutz. 2021 wurde eine Dokumentation des Friedhofes erstellt.
- Jüdischer Friedhof, anderthalb Kilometer nordwestlich des Dorfes am Hang der Vysoká stráž